# 澳大利亞㹴
澳大利亞㹴（英語：Australian Terrier），又稱澳洲爹利，是梗犬類的小型犬種。該品種的祖先來自英國，而后在澳大利亞培育。
澳大利亞㹴是一種腿短的小型犬，體重約6.5 公斤（14磅），站立時肩高約25厘米（9.8英寸），具有中等長度的蓬鬆粗糙的雙層被毛，通常不修剪。口吻、小腿和腳的毛較短，頸部周圍有頸毛。毛色為藍色或銀色和棕褐色，頂髻顏色較淺，臉部、耳朵、身體和腿上有品種標準中描述的顏色「棕褐色，絕不是沙色」的斑紋，或者是純紅色，帶有沙色變化。傳統上斷尾是為了保護狗在野外工作和狩獵時免受脊柱損傷。